# Pertusaria porinella
Pertusaria porinella är en lavart som beskrevs av Nyl. Pertusaria porinella ingår i släktet Pertusaria och familjen Pertusariaceae.   Inga underarter finns listade i Catalogue of Life.